# آوارسین (خداآفرین)
آوارسین یکی از روستاهای استان آذربایجان شرقی است که در دهستان کیوان بخش مرکزی شهرستان خداآفرین واقع‌شده است.

## مسیرها
یکی از مسیرهای دسترسی این روستا از جاده جانانلو کلیبر و از نزدیکی های جانانلو می باشد.

## جمعیت
جمعیت این روستا طبق سرشماری ۱۳۹۵، ۷۴ نفر در قالب ۲۴ خانوار بوده است، که از این تعداد ۴۳ نفر مرد و ۳۱ نفر زن می باشند.
بنا به گفته کهنسالان این روستا، در دهه 1320 شمسی، بیش از 200 خانواده در این روستا زندگی میکردند که بعدها همچون روستاهای دیگر، با مهاجرت بسیاری از اهالی اش مواجه شدند.

## موقعیت
فاصله این روستا از کلیبر ۴۰ کیلومتر می باشد که از این میزان ۲۸ کیلومتر راه آسفالته (تا عمارت) و ۱۲ کیلومتر مابقی خاکی می باشد.
از همسایگان این روستا میتوان سقین اسیران اشرف گاوآهن هوچ سفلی و علیا رانام برد 

## میراث
قلعه تاریخی آوارسین با قدمتی از دوران ساسانیان، در نزدیکی و جنوب این روستا واقع شده است.
آوارسین روستایی تاریخی با قدمت ۱۴۰۰ ساله بوده و در گذشته نه چندان دور یکی از روستاهای پرنفوذ منطقه به شمار می رفته است.
یکی از وجه تسمیه های نام آوارسین محل زندگی آوارها است. آوارهای قومی هستند که عمدتا در داغستان روسیه کنونی زندگی می کنند.

میرزا محمد توکلی، در دهه های 20 و 30 شمسی، به سوادآموزی و آموزش قرآن به کودکان و نوجوانان این روستا می پرداخت. مرحوم میرزا محمد، یکی از نزدیکان میرزاکوچک خان جنگلی بود که پس از شکست نهضت جنگل و از سوی حکومت به اردبیل و بعدها به آوارسین تبعید شده بود.

## آب و هوا
آب هوای این روستا ییلاقی بوده و تابستان های خنک و زمستان های سردی دارد این روستا دارای قشلاقی در بالا دست رودخانه ی کلیبرچایی نیز بوده که درفصل های سرد سال به آنجا کوچ میکردند‌.آوارسین دارای دو قنات بزرگ و چشمه های معدنی نیز میباشد.از میوه های این روستا میتوان به گلابی گردو تمشک زالزالک انگور گیلاس و غیره ‌را نام برد.